# O-Soto-Guruma

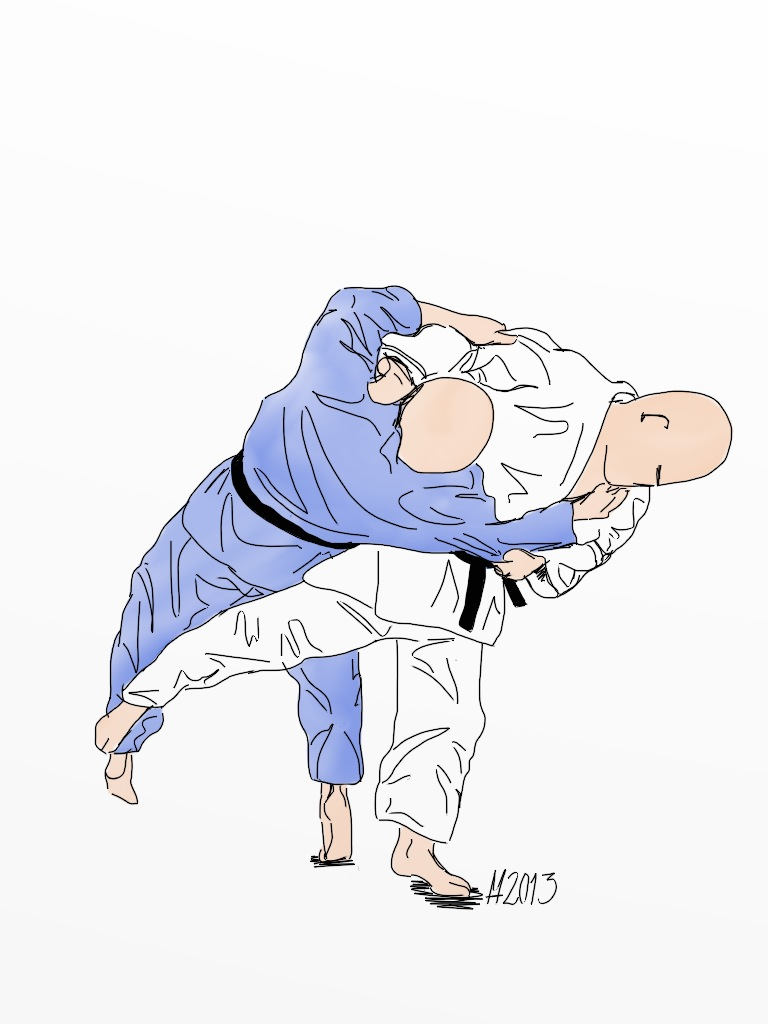
O-Soto-Guruma

O-Soto-Guruma (grande roue extérieure, en japonais : 大外車) est une technique de projection du judo. O-Soto-Guruma est la 1re technique du 5e groupe du Gokyo.